# Europejski System Transmisji Danych
Europejski System Transmisji Danych (ang. European Data Relay System, EDRS) – europejski system łączności satelitarnej tworzony przez Europejską Agencję Kosmiczną i firmę Airbus Defence and Space na zasadzie partnerstwa publiczno-prywatnego. Ma on docelowo zapewniać łączność pomiędzy satelitami na orbicie geostacjonarnej a satelitami na niskiej orbicie okołoziemskiej, statkami kosmicznymi, bezzałogowymi statkami powietrznymi oraz stacjami naziemnymi.

## Działanie
Zasada działania systemu nie odbiega od podobnego, użytkowanego przez NASA systemu TDRSS. W odróżnieniu od niego satelity EDRS mają wykorzystywać do transmisji danych wiązkę laserową. Terminale łączności laserowej mają umożliwiać przekazywanie danych z prędkością 1,8 gigabitów na sekundę na odległość ok. 45 000 km (czyli mniej więcej tyle, ile wynosi dystans pomiędzy orbitą niską a geostacjonarną). Podobne zastosowania testowano z wykorzystaniem satelitów TerraSAR-X i NFIRE oraz Inmarsat-4A F4 i Sentinel 1A.

### Segment kosmiczny
Pierwsze urządzenie systemu, terminal łączności laserowej EDRS-A, zostało wyniesione na orbitę jako ładunek dodatkowy satelity Eutelsat 9B 29 stycznia 2016 rakietą Proton M startującą z kosmodromu Bajkonur. Satelitę umieszczono na orbicie geostacjonarnej nad południkiem 9°E.
Kolejnym elementem systemu ma być satelita EDRS-C, którego start zaplanowano na rok 2017, docelowo ma znaleźć się na orbicie nad południkiem 31°E. Te dwa urządzenia będą stanowić trzon systemu, co pozwoli na bezpośredni odbiór danych z satelitów na niskiej orbicie okołoziemskiej przelatujących nad Europą, Afryką, Bliskim Wschodem, Ameryką Północną i Południową oraz obszarem polarnym. Planowane jest umieszczenie dwóch kolejnych satelitów po roku 2020. Pełne uruchomienie systemu planowane jest po roku 2030.

### Segment naziemny
W skład segmentu naziemnego wchodzą trzy stacje odbiorcze zlokalizowane w Weilheim (Niemcy), Redu (Belgia) i Harwell (Wielka Brytania). Główne centrum kontrolne systemu EDRS ma się znajdować w niemieckim Ottobrunn, zaś pomocnicze będzie ulokowane w belgijskim Redu.
Terminal EDRS-A oraz satelita EDRS-C będą kontrolowane przez centrum kontrolne Niemieckiej Agencji Kosmicznej w Oberpfaffenhofen w Bawarii.

## Zastosowanie
Początkowo z systemu mają korzystać satelity Sentinel, dzięki czemu będzie możliwe przesyłanie obrazów powierzchni Ziemi w możliwie jak najkrótszym czasie.